# Rhabdamia clupeiformis
Rhabdamia clupeiformis är en fiskart som beskrevs av Weber, 1909. Rhabdamia clupeiformis ingår i släktet Rhabdamia och familjen Apogonidae. Inga underarter finns listade i Catalogue of Life.